# Manduca nubila
Manduca nubila är en fjärilsart som beskrevs av Rothschild och Jordan 1903. Manduca nubila ingår i släktet Manduca och familjen svärmare. Inga underarter finns listade i Catalogue of Life.